# Campoplex restrictor
Campoplex restrictor là một loài tò vò trong họ Ichneumonidae.